# Агамали

Агамали (азерб. Ağamalı) — село в Кедабекском районі Азербайджану. 
Село розташоване в горах Малого Кавказу за 7 кілометрів від села Слов'янка, поселення, засноване засланими в царські часи духоборами, вздовж річки Міс. Через село проходить асфальтована дорога, що зв'язує його зі Слов'янкою і, далі, з райцентром Кедабек та рівнинною частиною Азербайджану.

## Соціальні та господарські установи
- Загальноосвітня середня школа;
- Лікарня;
- Тваринницька ферма;
- Продовольчі магазини;
- Хлібопекарня;
- Машинно-тракторна станція;
- Місцевий радіо та телефонний вузол.